# Superóxido

Configuração electrónica do superóxido, usando a notação de Lewis. A negro estão os seis electrões de valência de cada átomo de oxigénio, estando dois partilhados na formação da ligação covalente entre os dois átomos. A vermelho, o electrão que confere a carga negativa ao superóxido.

O radical superóxido, mais vulgarmente designado por apenas superóxido, é uma espécie reactiva de oxigénio. A sua fórmula química é O2•-, encontrando-se por vezes a notação mais simples O2-. Actua normalmente como um poderoso agente oxidante, podendo ser produzido em sistemas vivos.

## Características químicas
O superóxido é uma espécie radicalar, ou seja, possui um electrão desemparelhado, tornando-o numa espécie paramagnética. É constituído por dois átomos de oxigénio, mas possui mais um electrão que a molécula de oxigénio, O2.
O comprimento da ligação entre os dois átomos de oxigénio é de 1,33 Å, ligeiramente mais longo que os 1,21 Å da molécula de O2 e ligeiramente mais curto que os 1,49 Å no anião O22−. As diferenças nos comprimentos da ligação oxigénio-oxigénio correspondem ao decréscimo na ordem de ligação, de 2 (O2, ligação covalente dupla), para 1.5 (O2−, ligação covalente mista, entre dupla e simples) e 1 (O22−, ligação covalente simples).

## Síntese inorgânica
Os sais CsO2, RbO2,  KO2 e NaO2 são preparados através da reacção de O2 com os respectivos metais alcalinos.
Estes sais têm uma cor entre o amarelo e o laranja e são bastante estáveis desde que mantidos secos. Quando estes sais são dissolvidos numa solução contendo água, o superóxido sofre dismutação:
2 O2•-  +  2 H2O  →  O2  +  H2O2  +  2 OH−
Esta reacção é muito rápida. O O2•- comporta-se como uma base forte de Brønsted, formando HO2.
Como outros sais, os sais de superóxido também se decompõem na ausência de água, através de aquecimento:
2MO2  →  M2O2  +  O2
em que M é um metal alcalino. Esta reacção é a base do uso do superóxido de potássio, KO2, em geradores químicos de oxigénio, como os usados em vaivéns espaciais e submarinos.

## Formaçãoin vivo
O superóxido é formado pela redução da molécula de oxigénio, O2, por um único electrão:
O2 + e-  →  O2•-
Em organismos que usam a respiração aeróbia, o O2 age como molécula aceitadora de electrões na cadeia respiratória, sendo reduzido a H2O. No entanto, sob determinadas condições, o O2 aceita apenas um electrão, formando o superóxido. Esta redução anómala ocorre especialmente a nível das enzimas fumarato redutase e NADH desidrogenase e em flavoproteínas. Na bactéria Escherichia coli foi demonstrada a produção de superóxido no complexo da sulfito redutase, que contém cofactores relacionados com flavinas e hemos; estes resultados mostram que sistemas contendo flavinas, hemos, centros de ferro e quinonas são, em geral, bons redutores de oxigénio. Ainda em E. coli, foi estimado que cerca de 0,1% de todo o O2 consumido na respiração aeróbia é reduzido a superóxido.

### Como intermediário ou produto reaccional
O superóxido é um intermediário da reacção catalisada por algumas oxidases, como a glucose oxidase. A enzima xantina oxidase produz superóxido in vitro, sendo esta muito usada em testes de actividade enzimática de superóxido dismutase.

### No sistema imunitário
Devido à sua toxicidade, o superóxido é utilizado pelo sistema imunitário na eliminação de microorganismos invasores. Os fagócitos possuem uma enzima denominada NADPH oxidase que produz superóxido, sendo este utilizado na degradação das bactérias fagocitadas. A doença granulomatose crónica é uma imunodeficiência que resulta da mutação no gene que codifica esta enzima, tornando o portador muito susceptível a infecções.

## Danos intracelulares
O superóxido pode causar danos a estruturas celulares quer de uma forma directa, quer originando outras espécias reactivas de oxigénio que, por sua vez, causam mais danos. Como o superóxido é uma molécula com carga eléctrica (negativa), é altamente polar, impossibilitando a sua passagem por difusão simples através das bicamadas lipídicas que formam as membranas celulares. Não está, por isso, normalmente associada a danos membranares. No entanto, a sua forma protonada, HO2• (radical hidroperoxilo) não possui carga e atravessa membranas mais facilmente. Como o pKa desta protonação é 4,8, apenas cerca de 1% do superóxido se encontra na forma protonada.
O superóxido reage com centros de ferro-enxofre existentes em proteínas como as desidratases e a aconitase, destruíndo-os e levando à libertação de ferro dentro da célula. A existência de ferro em solução dentro das células é uma situação de reconhecida potenciação de danos por espécies reactivas de oxigénio.
Outros compostos contendo enxofre, como o aminoácido cisteína, são também alvos da acção destrutiva do superóxido, formando sulfóxidos em soluções aquosas.
O superóxido também reage com outros radicais. Por exemplo, a enzima ribonucleótido redutase, responsável pela produção de desoxirribonucleótidos, usa um radical presente num aminoácido de tirosina para a sua actividade enzimática; o superóxido pode reagir com este radical, aniquilando-o (e consequentemente eliminando a actividade da enzima) e produzindo peróxido de hidrogénio.
Outro exemplo de relevante actividade fisiológica é a produção de peroxinitrito (ONOO-) através da condensação de superóxido com óxido nítrico (•NO). Esta reacção é extremamente veloz (~109 M-1s-1), pelo que tende a ocorrer sempre que o superóxido se encontre in vivo com o •NO. O peróxido de hidrogénio (H2O2) e, por consequência, o radical hidroxilo (HO•) também são conhecidas espécies resultantes da acção oxidativa do superóxido. Estas espécies químicas estão relacionadas com danos ao DNA. Na realidade, a maioria dos danos observados aquando da produção de superóxido são devidos à libertação de ferro intracelular, como descrito acima, e à reacção de Fenton, pelo menos em E. coli. A reacção de Fenton, que descreve a reacção de superóxido com metais de transição como o ferro e o cobre, explica a formação do radical hidroxilo, um dos radicais de efeitos mais nefastos para sistemas vivos.
A capacidade do superóxido em reagir com centros de ferro-enxofre é explorada pelas células para sentir mudanças no estado redox intracelular. Determinadas proteínas têm os seus centros de ferro-enxofre destruídos de forma propositada pelo superóxido de modo a provocar a síntese de enzimas que desintoxiquem a célula desse mesmo superóxido. Neste sentido, o superóxido actua como molécula sinalizadora.
O superóxido reage também com compostos contendo grupos carbonilo e carbonos halogenados, gerando radicais peroxilo.
Quase todos os organismos que vivem em condições onde existe oxigénio (aeróbias ou microaerofílicas) possuem uma enzima denominada superóxido dismutase, que capta o superóxido de uma forma muito eficiente. Na realidade, a superóxido dismutase catalisa a reacção de dismutação do superóxido com uma velocidade próxima à da difusão das moléculas em solução, tornando-a numa enzima quase perfeita.